# Sintagmă
Sintagma este, în lingvistică, o îmbinare de cel puțin două cuvinte ce reprezintă cea mai mică unitate în interiorul căreia se poate stabili un raport sintactic. Este ierarhic inferioară propoziției, fiind un constituent al acesteia. După unii lingviști, o sintagmă trebuie să conțină cel puțin două cuvinte cu sens lexical deplin. După alții este suficient și un singur asemenea cuvânt, celălalt sau celelalte putând fi cuvinte gramaticale (articol, prepoziție etc.).
În funcție de partea de vorbire din care face parte cuvântul care dă caracterul sintagmei, există sintagmă nominală, sintagmă verbală, sintagmă adjectivală etc., numite și grup nominal, grup verbal, grup adjectival etc. 
Sintagma care conține numai două cuvinte este una minimală, ea putând fi constituentul unei sintagme mai mari. De exemplu, propoziția fr  L’enfant du voisin avait lancé le ballon dans le carreau de la cuisine „Copilul vecinului aruncase mingea în geamul bucătăriei” se constituie din:
- l’enfant du voisin „copilul vecinului” – sintagma nominală subiect, compusă din:

- sintagma nominală l’enfant „copilul” și
- sintagma prepozițională du voisin „vecinului”;

- avait lancé le ballon dans le carreau de la cuisine – sintagma verbală predicat, constituită din:

- verbul avait lancé „aruncase”;
- sintagma nominală le ballon „mingea”;
- sintagma prepozițională dans le carreau de la cuisine „în geamul bucătăriei”, formată la rândul ei din:

– prepoziția dans „în”;
– sintagma nominală le carreau „geamul”;
– sintagma prepozițională de la cuisine „bucătăriei”, divizibilă mai departe în:
– prepoziția de și
– sintagma nominală la cuisine.